# Kenneth Miller
Kenneth R. Miller es un biólogo estadounidense. Miller, que es católico, es especialmente conocido por su oposición al creacionismo, incluyendo el movimiento del diseño inteligente.
Ha escrito dos libros sobre el tema. El primero, Finding Darwin's God: A Scientist's Search for Common Ground Between God and Evolution (Encontrar al Dios de Darwin: Un científico a la búsqueda del terreno común entre Dios y la Evolución), argumenta que la creencia en la evolución es compatible con la creencia en Dios. En Only a Theory (Sólo una teoría), su segundo libro en la materia, explora el diseño inteligente y la polémica sobre su enseñanza en la educación secundaria en Estados Unidos.
Recibió su Doctorado en la Universidad Estatal de Colorado en 1974. Entre 1974 y 1980 enseñó en la Universidad de Harvard. En la actualidad es profesor de Biología de la Universidad Brown, Departamento de Biología Molecular, Biología Celular y Bioquímica. 
Está interesado en la relación detallada entre la estructura y la función de las membranas biológicas. Uno de los principales sistemas experimentales que su laboratorio ha utilizado es la membrana fotosintética. Mediante el uso de la congelación técnica de grabado, pueden prepararse réplicas de metal para el microscopio electrónico, que captura los detalles de la estructura de la membrana. Esto puede relacionarse con la composición de polipéptidos y lípidos de la membrana. También ha comenzado a investigar las relaciones estructura-función en los plasmodesmata, los enlaces que vinculan las células de las plantas. Usando la congelación técnica de grabado ha preparado imágenes de alta resolución de estos cruces. En los próximos meses espera poder seguir el movimiento de macromoléculas de célula a célula a través de los enlaces al nivel de resolución del microscopio electrónico.
El Dr. Miller es coautor de tres libros de texto sobre biología con Joseph Levine. Es autor o coautor de varios artículos, así como un artículo titulado "Life's Grand Design", para Technology Review, en 1994; un artículo para la revista Discover, titulado "Whither the Y" en 1995, y una revisión del libro "The Black Box" de Michael Behe para Creation/Evolution en 1996.

## Obras
- Kenneth R. Miller (2008). Only a Theory: Evolution and the Battle for America's Soul. Penguin. ISBN 9781440634031.
- Kenneth R. Miller (2007). Finding Darwin's God: A Scientist's Search for Common Ground Between God and Evolution. HarperCollins. ISBN 9780061233500.[1][2][3]